# Anunciação (Filippo Lippi, Londres)
A Anunciação é uma têmpera sobre painel pintada pelo mestre renascentista italiano Filippo Lippi, datada de c. 1449-1459, na coleção da National Gallery (Londres). É um pingente dos Sete Santos, também na Galeria Nacional. As lunetas foram encomendadas como parte da decoração do Palazzo Medici Riccardi em Florença, onde provavelmente foram colocadas acima de uma porta ou cama.

## História
Há um consenso geral sobre a autoria dos painéis de Lippi, mas sua datação é menos certa; eles foram produzidos em algum momento entre o nascimento de Lourenço, o Magnífico, em 1449, e a conclusão do mobiliário do palácio em 1459. Que seu patrono pertencia à família Médici é testemunhado pela presença do brasão de Pedro de Cosme de Médici (três penas cruzadas por um anel com diamante e cartucho) na base da pequena coluna com um vaso que divide a pintura em duas.

## Descrição

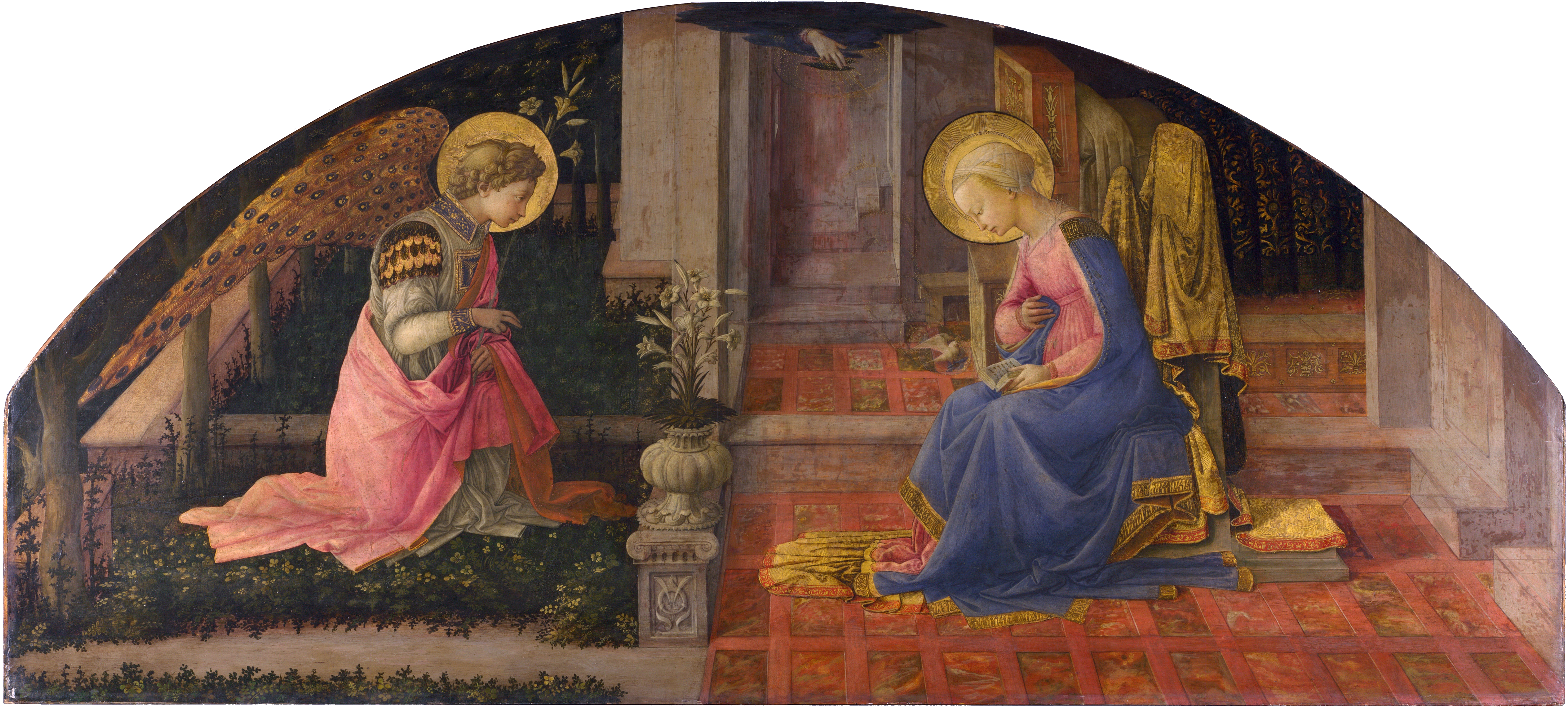
Fra Filippo Lippi - Anunciação

A pintura retrata a Anunciação de Maria com o Arcanjo Gabriel (à esquerda) e Maria (à direita). Deus, cuja mão pode ser vista no topo da luneta, está abençoando Maria através da pomba que simboliza o Espírito Santo.